# Исакиевский
Иса́киевский  — хутор в Алексеевском районе Волгоградской области России. Входит в Поклоновское сельское поселение.
Хутор расположен на севере района, в 20 км севернее станицы Алексеевской и в 8 км северо-восточнее хутора Поклоновский.
Дороги грунтовые.

## История
По состоянию на 1918 год хутор входил в Павловский юрт Хопёрского округа Области Войска Донского.